# RPG 만들기
RPG 만들기는 일본 회사 엔터브레인이 개발하는 롤플레잉 비디오 게임 개발 도구 프로그램이다. 1992년 일본산 컴퓨터 NEC 9801용으로 출시된 'RPG 만들기 Dante 98'를 최초로 수 년을 주기로 컴퓨터 플랫폼으로 신판을 제작한다.

## 시리즈
1988년에 발매를 시작으로 PC용, 콘솔용, 모바일용 등을 포함하여 2007년 기준으로 약 36개의 RPG 만들기 시리즈가 제작됐다. 한국에는 RPG 쯔꾸르 DANTE 98, RPG 만들기 95, RPG 만들기 2000가 정식 발매되어있다.
| 제목                                     | 개발사        | 플랫폼                               | 발매일                                                   | 배급사                                |
| ---------------------------------------- | ------------- | ------------------------------------ | -------------------------------------------------------- | ------------------------------------- |
| 마미린                                   |               | PC-8801                              | 1988년                                                   | ASCII                                 |
| 던전 만지로우                            |               | MSX2                                 | 1988년                                                   | ASCII                                 |
| RPG 컨스트럭션 툴: Dante                 |               | MSX2                                 | 1990년 2월 8일                                           | ASCII                                 |
| 단테 2                                   |               | MSX2                                 | 1992년 2월 8일                                           | ASCII                                 |
| 차임스 퀘스트                            |               | PC-9801                              | 1992년                                                   | ASCII                                 |
| RPG 만들기 Dante 98                      |               | PC-9801                              | 1992년 12월 19일                                         | ASCII                                 |
| 던전 RPG 만들기 단단 던전                |               | PC-9801                              | 1994년 4월 28일                                          | ASCII                                 |
| RPG 만들기: 슈퍼 단테                    | 공상과학      | 슈퍼 패미컴, 사테라뷰                | 1995년 3월 31일 (슈퍼 패미컴) 1996년 4월 4일 (사테라뷰   | ASCII                                 |
| RPG 만들기 Dante 98 II                   |               | PC-9801                              | 1996년 7월 14일                                          | ASCII                                 |
| RPG 만들기 2                             | 공상과학      | 슈퍼 패미컴, 사테라뷰                | 1996년 1월 31일 (슈퍼 패미컴) 1996년 4월 22일 (사테라뷰) | ASCII                                 |
| RPG 만들기 95                            |               | 마이크로소프트 윈도우                | 1997년 3월 28일                                          | ASCII                                 |
| RPG 만들기 95 Value!                     |               | 마이크로소프트 윈도우                | 2001년 11월 21일                                         | 엔터브레인                            |
| 시뮬레이션 RPG 만들기                    | 페가수스 저팬 | 세가 새턴, 플레이스테이션            | 1998년 9월 17일                                          | ASCII                                 |
| 엔터브레인 컬렉션: 시뮬레이션 RPG 만들기 | 페가수스 저팬 | 플레이스테이션                       | 2001년 11월 29일                                         | 엔터브레인                            |
| 시뮬레이션 RPG 만들기 95                 |               | 마이크로소프트 윈도우                | 1998년 5월 29일                                          | ASCII                                 |
| 시뮬레이션 RPG 만들기 95 Value!          |               | 마이크로소프트 윈도우                | 2001년 11월 21일                                         | 엔터브레인                            |
| RPG 만들기 3                             | 공상과학      | 플레이스테이션                       | 1997년 11월 27일                                         | ASCII (일본) 아지텍 (북미)            |
| RPG 만들기 GB                            | 공상과학      | 게임보이 컬러                        | 2000년 3월 17일                                          | ASCII                                 |
| RPG 만들기 2000                          |               | 마이크로소프트 윈도우                | 2000년 4월 5일                                           | ASCII                                 |
| RPG 만들기 2000 Value!                   |               | 마이크로소프트 윈도우                | 2003년 5월 14일                                          | 엔터브레인 (일본) 데지카 (전세계)     |
| RPG 만들기 4                             | 어젠다        | 플레이스테이션                       | 2000년 12월 7일                                          | 엔터브레인                            |
| 우주인 타나카 타로로 RPG 만들기 GB2      |               | 게임보이 컬러                        | 2001년 7월 20일                                          | 엔터브레인                            |
| RPG 만들기 5                             | 공상과학      | 플레이스테이션 2                     | 2002년 8월 8일                                           | 엔터브레인 (일본) 아지텍 (북미)       |
| RPG 만들기 2003                          |               | 마이크로소프트 윈도우                | 2002년 12월 18일                                         | 엔터브레인 (일본) 데지카 (전세계)     |
| RPG 만들기 α                             |               | 마이크로소프트 윈도우, 휴대 전화     | 2002년 12월 18일                                         | 엔터브레인                            |
| RPG 만들기 어드밴스                      |               | 게임보이 어드밴스                    | 2003년 4월 25일                                          | 엔터브레인                            |
| RPG 만들기 XP                            |               | 마이크로소프트 윈도우                | 2004년 7월 22일                                          | 엔터브레인 (일본) 데지카 (전세계)     |
| RPG 만들기                               | 런 타임       | 플레이스테이션 2                     | 2004년 12월 16일                                         | 엔터브레인 (일본) 아지텍 (북미)       |
| RPG 만들기 for Mobile                    |               | 휴대 전화                            | 2006년 4월 17일                                          | 엔터브레인                            |
| RPG 만들기 VX                            |               | 마이크로소프트 윈도우                | 2007년 12월 27일                                         | 엔터브레인 (일본) 데지카 (전세계)     |
| RPG 만들기 DS                            |               | 닌텐도 DS                            | 2010년 3월 11일                                          | 엔터브레인                            |
| RPG 만들기 VX Ace                        |               | 마이크로소프트 윈도우                | 2011년 12월 15일                                         | 엔터브레인 (일본) 데지카 (전세계)     |
| RPG 만들기 DS 플러스                     |               | 닌텐도 DS                            | 2011년 12월 15일                                         | 엔터브레인                            |
| RPG 만들기 MV                            |               | 마이크로소프트 윈도우, macOS, 리눅스 | 2015년 12월 17일                                         | 가도카와 게임스 데지카 (전세계)       |
| RPG 만들기 Fes                           |               | 닌텐도 3DS                           | 2016년 11월 24일                                         | 가도카와 게임스 NIS 아메리카 (전세계) |
| RPG 만들기 MV Trinity                    |               | 플레이스테이션 4, 닌텐도 스위치      | 2018년 11월 15일                                         | 가도카와 게임스 NIS 아메리카 (전세계) |
| RPG 만들기 MZ                            |               | 마이크로소프트 윈도우                | 2020년 8월 20일                                          | 가도카와 게임스 데지카 (전세계)       |

### 주요 시리즈
- RPG 쯔꾸르 DANTE 98
- RPG 만들기 95
- RPG 만들기 2000
- RPG 만들기 2003
- RPG 만들기 XP (2004년 7월) - 2000 시리즈 이후에 나온 새 시리즈. 스크립트 기능이 추가되었다. 그리고 캐릭터크기는 자유이다. 대표작으로 아오오니, 투더문이 있다.
- RPG 만들기 VX (2007년 12월) - XP 이후 3년 만에 나온 새 시리즈. 2000 시리즈를 기반으로 XP의 특징을 덧붙였다. 기능상의 특징이나 그래픽적 요소의 발전은 없다. XP가 자유도를 외치는 버전이면, VX는 편리함을 강조하고 있다. (캐릭터 크기가 2등신으로 되어있다.)
- 액션게임 만들기 (2009년 3월) - VX발매 이후 2년 만에 완전히 새로운 방식의 제작도구로 발매되었다.
- RPG 만들기 VX Ace (2011년 12월) 유통을 카도카와 게임즈가 담당하며, vx보다 비교적 나은 전투밸런스를 조정할 수 있다. (VX Ace의 체험판 격인 VX Ace라이트 버전이 스팀에 무료로 풀려있다. 그런데 이벤트 내 스크립트 사용 제한과 이벤트 개수의 한계가 10개이다.)
- RPG 만들기 MV (2015년 10월)
- RPG 만들기 MZ (2020년 8월)

## RPG 만들기 MV
2015년 10월 출시된 RPG Maker MV는 새로 추가된 점이 많다고 한다.
1. 자바스크립트: 그 전까지 쓰이던 루비언어 기반의 스크립트에서 웹 기반의 자바스크립트를 사용하게 되어 편리한 점이 많이 생겼다고 한다.
2. RTP 내장: 그 전까지 항상 번거롭게 여겨지던 RTP가, '배포용 파일 저장'을 누르면 자동으로 내장되게 설계되어 있다.
3. 테스트 세이브 파일 자동삭제: 테스트 플레이를 하다 보면 저장을 하기 마련이다. 전까진 수동적으로 지워야 했지만 이젠 '배포용 파일 저장'을 누르면 자동으로 세이브파일이 사라진 채 'GAMES'폴더로 출력된다.
4. 캐릭터 생성: 간편하게 캐릭터를 만들 수 있는 '캐릭터 생성' 기능이 추가 되었다.
5. 저장 형식: 저장 형식이 다채로워졌다. Windows, Mac OS, Linux, Android, iOS, HTML5
6. 마우스 지원: 95이후 지원을 하지 않던 마우스가 돌아왔다. 그러므로 파티원이 아무도 없는 상태에서도 마우스를 이용한 게임을 즐길 수 있다.
7. 많아진 타일셋: 오버월드, 내부, 외관, 근 미래 내부,근 미래 외관 이렇게 5개의 타일셋으로 이루어져있다. 단, 오버월드의 타일은 매우 적다.
8. 로딩: 맵목록을 우클릭 했을 때 '로딩'이라는 것이 나타나는데, 이 로딩을 누르면 마을, 집, 세계까지도 기본적으로 생성할 수 있다.
9. 무비재생: 새로 생긴 기능 중 하나이다. Movies폴더 내부에 확장자가 WebM, MP4, OGV인 영상이 있어야 작동된다.
10. '아이'와 '동물'엑터: 전까진 전부 엑터가 어른이라 동물과 아이 엑터는 직접 만들어서 써야 했었다. 하지만 아이와 개, 닭이 추가 되어 조금 해결되었다.

## 여파
2005년 8월 기준으로 시리즈 전체의 전세계 판매량이 200만 장을 돌파했다. 스팀을 통해 출시된 소프트웨어들은 스팀 스파이의 집계에 의하면 2018년 4월까지 약 1백만 장이 판매됐다.

## 참조

### 내용주
1. ↑  일본 원제 RPG 만들기(일본어: RPGツクール RPG쯔쿠르[*]), 영어 제목 RPG 메이커(RPG Maker)